# Mario Is Missing!
Mario Is Missing! ist ein Computer-Lernspiel und ein Point-and-Click-Adventure, das von The Software Toolworks entwickelt wurde und im Jahr 1992 von Radical Entertainment für MS-DOS veröffentlicht wurde. Im Jahr 1993 folgten Veröffentlichungen für das Nintendo Entertainment System (NES) und das Super Nintendo Entertainment System (SNES). Der Spieler steuert im Spiel Luigi, der um die Welt reisen muss, um seinen Bruder Mario zu finden und zu retten. Das Spiel gilt als eines der schlechtesten Super-Mario-Spiele.

## Handlung
Bowser hat auf der Antarktis ein Schloss für sich errichten lassen. Außerdem hat er aus Städten aus aller Welt Artefakte und Denkmäler gestohlen. Er plant, diese an die Städte für viel Geld zurückzuverkaufen, und mit dem verdienten Geld so viele Föhne zu kaufen, dass die Polkappen der Antarktis schmelzen. Mario und Luigi wollen Bowsers Plan aufhalten. Doch da Bowser weiß, dass Mario ihn aufhalten kann, entführt er auch Mario. Luigi reist in die von Bowser belagerten Städte, um die Denkmäler an die Städte zurückzubringen und Mario zu retten.

## Spielprinzip
In Mario Is Missing! steuert der Spieler Luigi. Während die MS-DOS-Version ein Point-and-Click-Adventure ist, enthalten die NES- und SNES-Version des Spiels mehr Jump-’n’-Run-Elemente. Von Bowsers Schloss aus gelangt der Spieler durch Türen in verschiedene Städte. In den Städten haben Koopas mehrere bekannte Artefakte und Denkmäler gestohlen. Um die Artefakte zurückzuholen, muss der Spieler auf die durch die Stadt laufenden Koopas klicken (bzw. bei der NES- und SNES-Version auf sie springen). Durch die Stadt laufen auch mehrere Bürger. Falls der Spieler mit ihnen redet, erzählen sie einen Fakt zur Stadt oder zu einem gestohlenen Artefakt. Je nach Version des Spiels bewegt sich der Spieler durch Klicken oder über das Gamepad durch die Straßen der Stadt. Nachdem der Spieler ein Artefakt erlangt hat, soll der Spieler das Informationszentrum zum Artefakt aufsuchen. Dort stellt ein Angestellter dem Spieler mehrere Fragen zum Artefakt, um sicherzustellen, dass es keine Fälschung ist. Falls der Spieler alle Fragen richtig beantwortet, nimmt der Angestellte das Artefakt an sich. Wenn alle Artefakte zu ihrem Informationszentrum gebracht wurden, ist die Stadt gerettet.
Falls der Spieler weiß, in welcher Stadt er sich befindet, kann er sein Reittier Yoshi zu sich rufen. Dies ist nötig, da einer von Bowsers Lakaien, ein Pokey, den Ausgang der Stadt versperrt und nur Yoshi den Gegner besiegen kann. Um Yoshi zu rufen, ruft der Spieler eine Weltkarte auf und klickt auf das passende Land und schließlich die passende Stadt, sodass Yoshi sich zu diesem Ort begibt. Nachdem Yoshi den Pokey aufisst, kehrt der Spieler zu Bowsers Schloss zurück, um eine andere Stadt zu retten.

## Rezeption
Mario Is Missing! wurde von negativ bis mäßig aufgenommen. Das deutsche Computerspielmagazin Maniac bewertete die SNES-Version des Spiels mit 43 von 100 Punkten, die Electronic Gaming Monthly mit 5,75 von 10 Punkten und die französische Computerspielwebsite Jeuxvideo.com mit 10 von 20 Punkten.
Aus heutiger Sicht wird das Spiel als eines der schlechtesten Super-Mario-Spiele bewertet, das auch sein Ziel als Lernspiel verfehlt. So sagte Luke Plankett vom Computerspielmagazin Kotaku über Mario Is Missing! und dessen Nachfolger: 

“They were, of course, awful. The games weren't very fun and weren't very educational (...)”

„Natürlich waren sie schrecklich. Die Spiele haben wenig Spaß gemacht und waren kaum lehrreich (...)“

Dennoch wird das Spiel als Kuriosität angesehen, da es eines der wenigen Super-Mario-Spiele ist, die ursprünglich nicht für eine Nintendo-Konsole erschienen sind.

## Nachfolger
Im Jahr 1993 erschien ein Nachfolger zu Mario Is Missing! namens Mario’s Time Machine. Im Nachfolger sind historische Personen statt Städte und deren Artefakte der Lerngegenstand.